# Camarotoscena subrubescens
Camarotoscena subrubescens är en insektsart som först beskrevs av Flor 1861.  Camarotoscena subrubescens ingår i släktet Camarotoscena och familjen rundbladloppor. Inga underarter finns listade i Catalogue of Life.